# Terrence McGee
Pour les articles homonymes, voir McGee.
(en) Statistiques sur pro-football-reference
Terrence McGee, né le 14 octobre 1980 dans le Comté de Smith au Texas, est un joueur professionnel américain de football américain. 
Il joue au poste de cornerback et returner pour la franchise des Bills de Buffalo dans la National Football League (NFL) entre 2003 et 2012.

## Biographie
McGee joue son football universitaire avec les Demons, équipe représentant l'université d'État Northwestern. Durant ce passage, il établit plusieurs records d'équipe sur les unités spéciales. Drafté par les Bills de Buffalo en 2003 au 111e rang, il s'établit rapidement comme partant à la défense comme cornerback et sur les unités spéciales comme returner. Il est sélectionné comme returner au Pro Bowl de 2004 et est nommé sur la deuxième équipe All-Pro à deux reprises. Le 24 décembre 2005, il devient le premier joueur à marqué un touchdown sur un kick return et une interception dans le même match alors qu'il affronte les Bengals de Cincinnati. Durant ses années à Buffalo, il établit plusieurs records de franchise sur les punt return. Ceci lui permet de signer un nouveau contrat de quatre ans en 2005 puis un autre en 2009. Cependant, des blessures affectent le reste de sa carrière et, alors que l'équipe tente de prolonger Stevie Johnson, son contrat et restructuré à la baisse en 2012. McGee ne joue seulement qu'une année sous ce contrat avant de prendre sa retraite. 